# جيري ويلسون (لاعب كرة قدم أمريكية أمريكي)
جيري ويلسون (بالإنجليزية: Jerry Wilson)‏ هو لاعب كرة قدم أمريكية أمريكي، ولد في 17 يوليو 1973 في الإسكندرية في الولايات المتحدة.

## وصلات خارجية
- جيري ويلسون على موقع مرجع كرة القدم المحترفة.كوم (الإنجليزية)